# بيفيرلي بيك جونسون
بيفيرلي بيك جونسون (بالإنجليزية: Beverley Peck Johnson)‏ هي عازفة بيانو أمريكية، ولدت في 12 يونيو 1904 في بورتلاند في الولايات المتحدة، وتوفيت في 20 يناير 2001 في نيويورك في الولايات المتحدة.